# Ricardo Spangenberg
Ricardo José Spangenberg (Corrientes, 24 de octubre de 1916-Salta, 17 de junio de 1997) fue un militar argentino de la provincia de Corrientes. Radicado en la provincia de Salta, fue gobernador interventor de dicha provincia durante la presidencia de facto de Alejandro Agustín Lanusse.

## Biografía
Ricardo J. Spangenberg nació en la ciudad de Corrientes el 24 de octubre de 1916 y luego estudió en el Colegio Militar de la Nación. Su llegada a Salta se produjo con el grado de mayor. Estaba casado con Julia Gal.
En 1966 con la interrupción de la democracia Ricardo fue nombrado interventor del municipio de la capital salteña removiendo de su puesto al escritor y político Luis D'Jallad. Cargo que asumiría el 29 de junio de 1966 y lo dejaría el 28 de agosto de 1969 con algunos reemplazos por parte del secretario de gobierno de la provincia Armando Isasmendi, el señor Víctor Miguel Colina y el que sería en un futuro elegido como intendente de forma democrática, Ennio Pontussi. Esta intervención se produjo en el marco de la presidencia de facto de Juan Carlos Onganía.
Luego de un año de haber dejado de ser el interventor de la capital, Alejandro Lanusse lo nombra como gobernador de facto de la Provincia de Salta. Asumiría el 14 de agosto de 1970 y finalizaría su mandato el 25 de mayo de 1973 luego de haber comandado la provincia durante tres años. Durante su mandato se creó y se instaló la Universidad Nacional de Salta con sede en la capital salteña. En el proceso tuvo que organizar las elecciones provinciales de Salta de 1973 en las que resultaría ganador Miguel Ragone del Partido Peronista. En un día especial para los argentinos como es el 25 de mayo Spangenberg realizó el traspaso de mando hacia el gobernador electo y se retiró de la vida política y militar.
Falleció el 17 de junio de 1997.